# エリザベス・パットナム
エリザベス・パットナム（英語: Elizabeth Putnam, 1984年11月28日 - ）は、カナダ出身の女性フィギュアスケート選手。パートナーはショーン・ウィルツ。

## 経歴
- 5歳でスケートをはじめ、マーク・バタクとペアを結成するが2001-2002年シーズンをもって解散。2002年よりショーン・ウィルツとペアを結成する。
- 2006年四大陸フィギュアスケート選手権3位。
- 2007-2008年シーズンはスケートアメリカとロシア杯に出場を予定していたが、8月になりショーン・ウィルツとのペアを解消した。今後はシングル選手として活動を続ける予定である。
- 2020年、同じくフィギュアスケート選手であるパトリック・チャンと結婚。

## 主な戦績
| 大会/年            | 2002-03 | 2003-04 | 2004-05 | 2005-06 | 2006-07 |
| ------------------ | ------- | ------- | ------- | ------- | ------- |
| 四大陸選手権       | 9       | 9       | 4       | 3       |         |
| カナダ選手権       | 3       | 3       | 4       | 5       | 6       |
| GPエリック杯       |         |         |         |         | 4       |
| GPスケートカナダ   |         | 5       |         |         | 4       |
| GPロシア杯         |         |         | 8       | 5       |         |
| GPスケートアメリカ |         |         | 5       | 4       |         |
| GPボフロスト杯     |         | 3       |         |         |         |

### 詳細
| 2006-2007 シーズン  |                                                      |         |          |          |
| 開催日              | 大会名                                               | SP      | FS       | 結果     |
| 2007年1月15日-21日  | カナダフィギュアスケート選手権（ハリファックス）     | 9 44.90 | 5 95.30  | 6 140.20 |
| 2006年11月17日-19日 | ISUグランプリシリーズ エリック・ボンパール杯（パリ） | 4 53.48 | 4 98.23  | 4 151.71 |
| 2006年11月2日-5日   | ISUグランプリシリーズ スケートカナダ（ビクトリア）   | 4 53.82 | 4 104.89 | 4 158.71 |

| 2005-2006 シーズン  |                                                                  |         |          |          |
| 開催日              | 大会名                                                           | SP      | FS       | 結果     |
| 2006年1月23日-29日  | 2006年四大陸フィギュアスケート選手権（コロラドスプリングス）     | 6 49.11 | 3 100.45 | 3 149.56 |
| 2006年1月9日-15日   | カナダフィギュアスケート選手権（オタワ）                         | 7 47.94 | 3 105.45 | 5 153.39 |
| 2005年11月24日-27日 | ISUグランプリシリーズ ロシア杯（サンクトペテルブルク）           | 7 45.76 | 5 92.90  | 5 138.66 |
| 2005年10月20日-23日 | ISUグランプリシリーズ スケートアメリカ（アトランティックシティ） | 7 47.20 | 3 107.22 | 4 154.42 |

| 2004-2005 シーズン  |                                                        |         |         |          |
| 開催日              | 大会名                                                 | SP      | FS      | 結果     |
| 2005年2月14日-20日  | 2005年四大陸フィギュアスケート選手権（江陵）           | 4 53.86 | 4 91.22 | 4 145.08 |
| 2005年1月17日-23日  | カナダフィギュアスケート選手権（ロンドン）             | 5 50.91 | 4 94.48 | 4 145.39 |
| 2004年11月25日-28日 | ISUグランプリシリーズ ロシア杯（モスクワ）             | 9 44.98 | 7 83.76 | 8 128.74 |
| 2004年10月21日-24日 | ISUグランプリシリーズ スケートアメリカ（ピッツバーグ） | 7 45.38 | 4 91.50 | 5 136.88 |

| 2003-2004 シーズン     |                                                      |         |          |          |
| 開催日                 | 大会名                                               | SP      | FS       | 結果     |
| 2004年2月19日-25日     | 2004年四大陸フィギュアスケート選手権（ハミルトン）   | 9       | 9        | 9        |
| 2003年10月30日-11月2日 | ISUグランプリシリーズ スケートカナダ（ミシサガ）     | 6 56.04 | 5 104.42 | 5 160.46 |
| 2003年10月23日-26日    | ISUグランプリシリーズ スケートアメリカ（レディング） | 5 52.02 | 6 102.38 | 6 154.4  |

| 2002-2003 シーズン |                                              |    |    |      |
| 開催日             | 大会名                                       | SP | FS | 結果 |
| 2003年2月10日-16日 | 2003年四大陸フィギュアスケート選手権（北京） | 10 | 9  | 9    |